# لوارا هايرابيتيان
لوارا جورجينوفنا هايرابيتيان (الأرمينية: ւուարա ւոգերինՀ յայրապետյան، الروسية: Луара Гургеновна Айрапетян؛ ولدت في 29 سبتمبر 1997 في أستراخان، روسيا) مغنية أرمينية روسية. مثلت أرمينيا في مسابقة جونيور يوروفيجين للأغاني عام 2009 في كييف بأوكرانيا بأغنية من تلحينها بعنوان برشلونة، التي فازت فيها بالمركز الثاني بالمشاركة.

## روابط خارجية
- لوارا هايرابيتيان على موقع IMDb (الإنجليزية)